# ریچارد مارکونه
ریچارد مارکونه (انگلیسی: Richard Marcone؛ زادهٔ ۲۱ ژانویهٔ ۱۹۹۳) بازیکن فوتبال اهل ایتالیا است.
از باشگاه‌هایی که در آن بازی کرده‌است می‌توان به باشگاه فوتبال هلاس ورونا، باشگاه فوتبال تراپانی، باشگاه فوتبال روبور سیه‌نا، باشگاه فوتبال ویچنزا، و باشگاه فوتبال پرو ورچلی اشاره کرد.